# Muzea w województwie małopolskim
 Muzea w województwie małopolskim – spis muzeów, mających siedzibę na terenie w województwie małopolskim, podzielony według tematyki ekspozycji.
Wymienione placówki są prowadzone przez jednostki samorządu terytorialnego (województwo, powiat, gmina (miasto)), osoby prawne, kościoły i związki wyznaniowe, szkoły (uczelnie), a także przez osoby prywatne.
| Typ muzeum                                     | Placówki |
| ---------------------------------------------- | --- |
| Muzea archeologiczne i historyczne             | - Centrum Dokumentacji Zsyłek, Wypędzeń i Przesiedleń w Krakowie - Centrum Żydowskie w Oświęcimiu - Dom Historii Podgórza w Krakowie - Groby Królewskie na Wawelu - Izba Pamięci Światowego Związku Żołnierzy Armii Krajowej w Tarnowie (oddział Muzeum Ziemi Tarnowskiej w Tarnowie) - Muzeum Archeologiczne w Krakowie - Muzeum Armii Krajowej w Krakowie - Muzeum Czynu Niepodległościowego w Krakowie - Muzeum Harcerskie im. Olgi i Andrzeja Małkowskich w Zakopanem - Muzeum Historyczne Miasta Krakowa - Apteka Pod Orłem - Barbakan - Celestat - Dom pod Krzyżem - Muzeum Nowej Huty - Fabryka Schindlera - Kamienica Hipolitów - Krzysztofory - Ulica Pomorska - Podziemia Rynku - Synagoga Stara - Trasa turystyczna Mury Obronne - Wieża Ratuszowa - Dom Zwierzyniecki - Thesaurus Cracoviensis - Muzeum Podgórza - Rydlówka - Muzeum Konfederacji Barskiej w Krakowie - Muzeum Kościuszkowskie w Krakowie - Muzeum Narodowe w Krakowie - Arsenał Miejski - Biblioteka Książąt Czartoryskich - Dom Jana Matejki - Dom Józefa Mehoffera - Galeria Sztuki Polskiej XIX wieku w Sukiennicach - Muzeum im. Emeryka Hutten-Czapskiego - Muzeum Stanisława Wyspiańskiego w Kamienicy Szołayskich - Muzeum Książąt Czartoryskich - Ośrodek Kultury Europejskiej „Europeum” - Pałac biskupa Erazma Ciołka - Muzeum Podręcznika Uniwersytetu Pedagogicznego w Krakowie - Muzeum Politechniki Krakowskiej - Muzeum Powstania Chochołowskiego w Chochołowie (oddział Muzeum Tatrzańskiego im. dra Tytusa Chałubińskiego w Zakopanem) - Muzeum PRL-u w Nowej Hucie - Muzeum Rodu Estreicherów, Strat Kultury i Rewindykacji w Krakowie - Muzeum Ruchu Harcerskiego w Krakowie - Muzeum Ubezpieczeń w Krakowie - Muzeum Uniwersytetu Ekonomicznego w Krakowie - Muzeum Uniwersytetu Jagiellońskiego - Muzeum Walki i Męczeństwa „Palace” w Zakopanem - Muzeum Zsyłek, Wypędzeń i Przesiedleń Polaków w Krakowie - Państwowe Muzeum Auschwitz-Birkenau w Oświęcimiu - Salonik Historii Pielęgniarstwa Collegium Medicum Uniwersytetu Jagiellońskiego - Żydowskie Muzeum Galicja w Krakowie |
| Muzea biograficzne                             | - Dom Rodzinny Ojca Świętego Jana Pawła II w Wadowicach - Dworek Ignacego Jana Paderewskiego w Kąśnej Dolnej - Dworek Jana Matejki w Krzesławicach - Muzeum Biograficzne Władysława Orkana „Orkanówka” w Porębie Wielkiej - Muzeum Brata Alberta w Krakowie - Muzeum Emila Zegadłowicza w Gorzeniu Górnym - Muzeum Jana Kasprowicza w Zakopanem - Muzeum Jana Pawła II w Krakowie - Muzeum Karola Szymanowskiego w willi „Atma” w Zakopanem (oddział Muzeum Narodowego w Krakowie) - Muzeum Kornela Makuszyńskiego w Zakopanem (oddział Muzeum Tatrzańskiego im. dra Tytusa Chałubińskiego w Zakopanem) - Muzeum Nikifora w Krynicy-Zdroju (oddział Muzeum Okręgowego w Nowym Sączu) - Muzeum Pamiątek po Janie Matejce „Koryznówka” w Nowym Wiśniczu (oddział Muzeum Ziemi Tarnowskiej w Tarnowie) - Muzeum Twórczości Władysława Wołkowskiego w Olkuszu - Muzeum Wincentego Witosa w Wierzchosławicach (oddział Muzeum Ziemi Tarnowskiej w Tarnowie) |
| Muzea etnograficzne oraz skanseny              | - Muzeum Etnograficzne im. Seweryna Udzieli w Krakowie - Dom Esterki w Krakowie - Muzeum Budownictwa Drewnianego „Skansen” w Woli Justowskiej - Muzeum Etnograficzne w Tarnowie (oddział Muzeum Ziemi Tarnowskiej w Tarnowie) - Muzeum Górali i Zbójników w Rabce-Zdroju - Muzeum Lachów Sądeckich w Podegrodziu (oddział Muzeum Okręgowego w Nowym Sączu) - Muzeum Pod Kuźniczym Młotem w Zakopanem - Nadwiślański Park Etnograficzny w Wygiełzowie - Orawski Park Etnograficzny w Zubrzycy Górnej - Osada Czorsztyn - Park Edukacji Rozwojowej w Krakowie - Skansen szałasów pasterskich na polanie Podokólne w Jurgowie (oddział Muzeum Tatrzańskiego im. dra Tytusa Chałubińskiego w Zakopanem) - Sądecki Park Etnograficzny w Nowym Sączu (oddział Muzeum Okręgowego w Nowym Sączu) - Skansen im. Józefa Żaka w Zawoi Markowej - Skansen Wsi Pogórzańskiej im. prof. Romana Reinfussa w Szymbarku (oddział Muzeum Dwory Karwacjanów i Gładyszów w Gorlicach) - Zagroda Felicji Curyłowej w Zalipiu (oddział Muzeum Ziemi Tarnowskiej w Tarnowie) - Zagroda Korkoszów w Czarnej Górze (oddział Muzeum Tatrzańskiego im. dra Tytusa Chałubińskiego w Zakopanem) - Zagroda Maziarska w Łosiu (oddział Muzeum Dwory Karwacjanów i Gładyszów w Gorlicach) - Zagroda Sołtysów w Jurgowie (oddział Muzeum Tatrzańskiego im. dra Tytusa Chałubińskiego w Zakopanem) |
| Muzea przyrodnicze, geologiczne i geograficzne | - Aquarium Kraków - Centrum Edukacji Przyrodniczej Uniwersytetu Jagiellońskiego w Krakowie - Muzeum Zoologiczne UJ - Muzeum Geologiczne UJ - Muzeum Antropologiczne UJ - Muzeum Paleobotaniczne UJ - Muzeum Agatów i Skamieniałych Drzew w Dąbrowie Tarnowskiej - Muzeum Anatomopatologiczne Collegium Medicum Uniwersytetu Jagiellońskiego - Muzeum Bursztynu w Krakowie - Muzeum Geologiczne Instytutu Nauk Geologicznych PAN w Krakowie - Muzeum Geologiczne Instytutu Nauk Geologicznych Uniwersytetu Jagiellońskiego w Krakowie - Muzeum Geologiczne Wydziału Geologii Geofizyki i Ochrony Środowiska AGH - Muzeum Katedry Anatomii Collegium Medicum Uniwersytetu Jagiellońskiego - Muzeum Motyli w Bochni - Muzeum Ogrodnictwa Wydziału Ogrodniczego Uniwersytetu Rolniczego w Krakowie - Muzeum Ogrodu Botanicznego i Pracownia Historii Botaniki im. J. Dyakowskiej UJ w Krakowie - Muzeum Ojcowskiego Parku Narodowego w Ojcowie - Muzeum Przyrodnicze im. Krystyny i Włodzimierza Tomków w Ciężkowicach - Muzeum Przyrodnicze Instytutu Systematyki i Ewolucji Zwierząt PAN w Krakowie - Ogrody Królewskie na Wawelu - Prywatne Muzeum Przyrodniczo-Łowieckie „Łuczakówka” w Krynicy-Zdroju |
| Muzea regionalne i miejskie                    | - Muzeum Grodzkie „Pod Wagą” w Zakliczynie - Muzeum Historyczno-Etnograficzne w Andrychowie - Muzeum im. Aleksandra Kłosińskiego w Kętach - Muzeum im. Antoniego Krajewskiego w Lanckoronie - Muzeum im. Stanisława Fischera w Bochni - Muzeum im. Władysława Orkana w Rabce-Zdroju - Muzeum Miejskie w Tuchowie - Muzeum Miejskie w Wadowicach - Muzeum Ziemi Sądeckiej - Dom Gotycki w Nowym Sączu - Muzeum Pienińskie w Szczawnicy - Muzeum Ziemi Tarnowskiej w Tarnowie - Muzeum Podhalańskie w Nowym Targu - Muzeum Powiśla Dąbrowskiego w Dąbrowie Tarnowskiej - Muzeum Regionalne PTTK w Gorlicach - Muzeum Regionalne w Iwanowicach - Muzeum Regionalne w Libiążu - Muzeum Regionalne PTTK w Muszynie - Muzeum Regionalne „Dom Grecki” w Myślenicach - Muzeum Regionalne PTTK w Ojcowie - Muzeum Regionalne PTTK w Olkuszu - Muzeum Regionalne w Piwnicznej-Zdroju - Muzeum Regionalne w Skawinie - Muzeum Regionalne w Starym Sączu - Muzeum Regionalne w Trzebini - Muzeum Regionalne Ziemi Limanowskiej w Limanowej - Muzeum Tatrzańskie im. dra Tytusa Chałubińskiego w Zakopanem - Muzeum Stylu Zakopiańskiego im. Stanisława Witkiewicza w Zakopanem - Muzeum w Chrzanowie - Muzeum Zamek w Oświęcimiu - Muzeum Ziemi Bieckiej w Bieczu - Muzeum Ziemi Koszyckiej w Koszycach - Muzeum Ziemi Krzeszowickiej w Krzeszowicach - Muzeum Ziemi Słomnickiej w Słomnikach - Muzeum Ziemi Wiśnickiej w Nowym Wiśniczu |
| Muzea sakralne i religijne                     | - Muzeum Archidiecezjalne w Krakowie - Muzeum Benedyktynów w Tyńcu - Muzeum Diecezjalne w Tarnowie - Muzeum Jana Wnęka w Odporyszowie - Muzeum klasztorne Klarysek w Starym Sączu - Muzeum Parafialne im. Stróżów Bożego Grobu w Chełmie - Muzeum Parafialne w Bobowej - Muzeum Parafialne w Dobrej - Muzeum Parafialne w Grybowie - Muzeum Parafialne w Iwkowej - Muzeum Parafialne w Krynicy - Muzeum Parafialne w Limanowej - Muzeum Parafialne w Paszynie - Muzeum Parafialne w Rzepienniku Strzyżewskim - Muzeum Parafialne w Tropiu - Muzeum Parafialne w Złotej - Muzeum Sanktuarium Maryjnego w Okulicach - Muzeum Historyczno-Misyjne Zgromadzenia Księży Misjonarzy w Krakowie - Muzeum i Archiwum bł. Marii Angeli Truszkowskiej w Krakowie - Muzeum Katedralne im. Jana Pawła II na Wawelu - Muzeum Klasztorne Ojców Dominikanów w Krakowie - Muzeum Klasztorne oo. Cystersów w Szczyrzycu - Muzeum Krakowskiej Prowincji Kapucynów w Krakowie - Muzeum Ojców Karmelitów w Krakowie na Piasku - Muzeum Ojców Paulinów w Krakowie na Skałce - Muzea redemptorystów w Tuchowie - Synagoga w Nowym Sączu (oddział Muzeum Okręgowego w Nowym Sączu) - Zbiory Archiwalno-Muzealne Krakowskiego Kościoła Garnizonowego św. Agnieszki w Krakowie |
| Muzea sztuki                                   | - Centrum Sztuki Współczesnej Solvay w Krakowie - Archiwum Artystyczne i Biblioteka Teatru im. Juliusza Słowackiego w Krakowie - Galeria Sztuki im. Włodzimierza i Jerzego Kulczyckich w Zakopanem (oddział Muzeum Tatrzańskiego im. dra Tytusa Chałubińskiego w Zakopanem) - Galeria Władysława Hasiora w Zakopanem (oddział Muzeum Tatrzańskiego im. dra Tytusa Chałubińskiego w Zakopanem) - Muzeum Akademii Sztuk Pięknych w Krakowie - Muzeum Dwory Karwacjanów i Gładyszów w Gorlicach - Galeria Sztuki „Dwór Karwacjanów” w Gorlicach - Muzeum Starego Teatru w Krakowie - Muzeum Sztuki i Techniki Japońskiej „Manggha” w Krakowie - Muzeum Sztuki Współczesnej w Krakowie - Ośrodek Dokumentacji Sztuki Tadeusza Kantora „Cricoteka” w Krakowie - Zamek Królewski na Wawelu – Państwowe Zbiory Sztuki |
| Muzea oraz skanseny techniki                   | - Królewskie Kopalnie Soli w Wieliczce i Bochni - Kopalnia soli Bochnia - Kopalnia soli Wieliczka - Muzeum Farmacji w Krakowie - Muzeum Górnictwa Rud w Bukownie - Muzeum Historii AGH i Historii Techniki w Krakowie - Muzeum Historii Fotografii w Krakowie - Muzeum Inżynierii Miejskiej w Krakowie - Muzeum Mleczarstwa w Królówce (oddział Muzeum Ziemi Wiśnickiej w Nowym Wiśniczu) - Muzeum Politechniki Krakowskiej - Muzeum Pożarnictwa w Alwerni - Muzeum Pożarnictwa Ziemi Olkuskiej w Olkuszu - Muzeum Pszczelarstwa w Kamiannej - Muzeum Pszczelarstwa w Stróżach - Muzeum Ratownictwa w Krakowie - Muzeum Ślusarstwa im. Marcina Mikuły w Świątnikach Górnych - Muzeum Witrażu w Krakowie - Muzeum Wydziału Lekarskiego Uniwersytetu Jagiellońskiego - Muzeum Żup Krakowskich Wieliczka - Ogród Doświadczeń w Krakowie - Skansen taboru kolejowego w Chabówce |
| Muzea wojskowe                                 | - Muzeum 1 Pułku Strzelców Podhalańskich Armii Krajowej w Szczawie (oddział Muzeum Diecezjalnego w Tarnowie) - Muzeum 2 Korpusu Zmechanizowanego w Krakowie - Muzeum Czynu Zbrojnego w Krakowie - Muzeum Lotnictwa Polskiego w Krakowie - Muzeum Twierdzy Kraków - Prywatne Muzeum Polsko-Amerykańskie „Hell’s Angel” w Wadowicach |
| Muzea zamkowe i pałacowe                       | - Dwór obronny w Szymbarku (oddział Muzeum Dwory Karwacjanów i Gładyszów w Gorlicach) - Dwór w Stryszowie (oddział Zamku Królewskiego na Wawelu – Państwowych Zbiorów Sztuki) - Dwór Tetmajerów w Łopusznej (oddział Muzeum Tatrzańskiego im. dra Tytusa Chałubińskiego w Zakopanem) - Zamek Królewski w Niepołomicach - Zamek Tropsztyn - Zamek w Dębnie (oddział Muzeum Ziemi Tarnowskiej w Tarnowie) - Zamek w Dobczycach - Zamek w Niedzicy - Zamek w Ojcowie - Zamek w Pieskowej Skale (oddział Zamku Królewskiego na Wawelu – Państwowych Zbiorów Sztuki) - Zamek w Suchej Beskidzkiej - Zamek w Wiśniczu (oddział Muzeum Ziemi Wiśnickiej w Nowym Wiśniczu) |
| Pozostałe muzea                                | - Centrum Górskie Korona Ziemi w Zawoi - Ekspozycja „Dawne Narzędzia Tortur” w Krakowie - Muzeum Afrykanistyczne w Olkuszu - Muzeum Misiów w Zakopanem - Muzeum Orderu Uśmiechu w Rabce-Zdroju - Muzeum Rekordów i Osobliwości w Rabce-Zdroju - Muzeum Turystyki Górskiej na Jaworzynie Krynickiej - Muzeum Turystyki Górskiej na Markowych Szczawinach - Muzeum Kultury i Turystyki Górskiej na Turbaczu - Muzeum Turystyki Górskiej w Szczawnicy - Park Miniatur „Świat Marzeń” w Inwałdzie - Park Miniatur w Ropie - Żywe Muzeum Obwarzanka w Krakowie |